# 克里斯·安吉尔
克里斯托弗·尼古拉斯·萨兰塔科斯（英語：Christopher Nicholas Sarantakos，1967年12月19日—），藝名克里斯·安吉尔（Criss Angel），是一位美国幻术师、催眠师，在出演他自己的电视节目克里斯·安吉尔的街头魔术（英語：Criss Angel Mindfreak）后广为人知。

## 早年生活
克里斯·安吉尔是希腊裔。童年生活在美国纽约长岛，父亲名为约翰·萨兰塔科斯，母亲是迪米特拉·萨兰塔科斯，另有两位兄弟科斯塔和J.D。他的父亲拥有一家餐馆和油炸圈饼联营店，1998年时因癌症逝世。
安吉尔第一次接触魔术是在6岁，当时他的姨母斯特拉向他教授了一套纸牌魔术，使他深深着迷。此后，他对魔术的兴趣越发浓厚，以致他高中毕业之后，他对接受高等教育根本不感兴趣，而是立志成为一位职业魔术师。

## 克里斯·安吉尔的街头魔术
克里斯·安吉尔制作并主演了A&E网络的电视节目克里斯·安吉尔的街头魔术。第一、第二季是在星球好莱坞酒店和赌场拍摄，而第三季则在拉斯维加斯的盧克索酒店拍摄。节目首映于2005年7月20日，内容包括水中漫步、在卢克索酒店表演的人体漂浮（表演在39盏聚光灯下进行，以致在太空中也观测得到表演地）、身处装有C4炸药的木箱并在爆炸后存活、观众围观下的全景人体切割，以及躺卧在满布玻璃碎床上经压路机碾压等等不可思议的幻术。另外，在第三季中，他因在疾驶的汽车中跳车而备受关注。在这次表演中，安吉尔负伤并中断节目制作长达3周。

## “克里斯·安吉尔相信”
克里斯·安吉尔与太阳马戏团合作，在卢克索酒店制作了一出名为克里斯·安吉尔相信的实况表演，主演安吉尔被宣传为“合作作者、幻觉的创作者和设计者、概念创作者及主演”。
最初，安吉尔打算将在百老匯以及其他赌场运作这个实况表演，但最终，他选择与太阳马戏团，和卢克索酒店的母公司，和为此出资1亿美元的美高梅集團合作举办这个表演。
经过几度延迟之后，这个表演定于2008年10月31日开幕，9月下旬时开始预演第一次预演的反响并不如预期般受欢迎，而是恶评如潮。正式上映后，外界评论仍然难听，批评表演缺乏安吉尔赖以成名的魔术成分，同时表演内容混乱且枯燥。评论者认为，在这次表演中，安吉尔和太阳马戏团都没有展现出各自的能力。
2009年4月，安吉尔在“相信”的一场表演结束时，向当时在观众席上的佩雷斯·希尔顿“口吐污言秽语”。据闻，这是因为希尔顿在观看表演时在推特上向自己的粉丝“实况评论”这场表演，并宣称表演“难以置信的糟糕”，以及他“宁愿去接受一次根管治疗术”。在表演结束之前，这些难听的评论传到了安吉尔的耳中，导致了安吉尔的爆发。过后，太阳马戏团就安吉尔的出言不逊向希尔顿致歉。

## “奇迹”
从2007年10月开始，他与乌里·盖勒一同作为评审，出现在电视节目“奇迹”之中。在CNN的一档访谈节目中告诉拉里·金“我深知，没有人有能力去做任何超自然的事情，灵媒，与死人交谈等等。这个就是我对“奇迹”节目所要说的话，而我也正打算这么做。如果有人走上来，并且声称他有超自然能力，我就毁了他。”
2007年10月31日，在真人秀“奇迹”的一集节目中，超能力者吉姆·卡拉汉表演了一场“召唤术”，据称是召唤作家雷·希尔，借此获知锁在箱子内的书籍的内容。虽然另一位裁判乌里·盖勒称赞了这个表演，安吉尔却将其评价为“滑稽”，并随后挑战盖勒和卡拉汉两人，让两人猜他放在口袋里的两个信封内的内容，并押上100万美金给任何能做到这一点的人。安吉尔的这个举动引发了他与卡拉汉之间的激烈争论，其间卡拉汉径直走向安吉尔，并说他是“思想偏执狂”。两人被旁人拉开，而节目也迅速切换到广告休息时间。之后，安吉尔取出了其中一个信封，并再公开挑战盖勒一次。盖勒失败了，信封里装有一张卡片，上面写有“911”三个数字。克里斯的解释是：“如果在9月10日，有人能够预测到911事件的发生，就可以拯救成千上万个生命”。安吉尔计划在“克里斯·安吉尔的街头魔术”第四季第一集中揭晓另一个信封的内容。无论如何，直至今日，那个信封的内容仍然是个谜。

## 私人生活
2002年，安吉尔与相恋多年的女友乔安·温克哈特（英語：如今已随夫姓萨兰塔科斯）。仅5年之后，这对伴侣签字离婚。尽管在活埋幻觉一集中（2005年，第一季第六集），安吉尔与他的妻子一道出席，但是此时乔安的身份并不是安吉尔的妻子，只是作为“克里斯的女友”。在离婚诉讼的过程中，乔安的律师声称，出于安吉尔的事业的考虑，他们已经疏远的关系一直对外保密。
2008年，安吉尔开始与休·海夫納的前女友霍里·麦迪逊约会。这段恋情也于2009年2月告终。

## 批評
安吉尔聲稱自己的魔術都是千真萬確，但其魔術被氣憤的觀眾一一破解，安吉爾利用演員、電腦技術等使觀眾使以為真。在人體切割中，被切割者是Rose Siggins，她天生就沒有雙腿，影片中她的雙腿只是道具。而其它影片，被觀眾發現利用電腦技術把影片剪接而成，或重複表演一些已破解的魔術，如水上漫步。

## 出版书籍
书籍
- 街头魔术：秘密启示录 哈珀娱乐 (2007年4月24日出版) ISBN 978-0-06-113761-7